# Dacrydium elegantulum
Dacrydium elegantulum är en musselart som beskrevs av Soot-Ryen 1955. Dacrydium elegantulum ingår i släktet Dacrydium och familjen blåmusslor. Utöver nominatformen finns också underarten D. e. hendersoni.